# Embajada de España en Nueva Zelanda
La Embajada de España en Nueva Zelanda es la máxima representación legal del Reino de España en Nueva Zelanda. También está acreditada en Tonga (2008), Samoa (2009), las Islas Cook (2009), Fiyi (2010) y Kiribati (2012).

## Embajador
El actual embajador es Miguel Bauzá y More, quien fue nombrado por el gobierno de Pedro Sánchez el 26 de julio de 2022.

## Misión diplomática
El Reino de España tiene una embajada en la capital de Nueva Zelanda, Wellington, creada con carácter no residente en 1969, por lo que las relaciones diplomáticas dependieron de la embajada española en Australia hasta 2006 cuando se creó la misión diplomática residente en el país oceánico. Además, España está representada a través de un encargado de Negocios en Fiyi, así como dos consulados honorarios en Samoa e Islas Cook.

## Historia
El 26 de octubre de 1969 España y Nueva Zelanda establecieron relaciones diplomáticas, aunque estas quedaron dentro de la embajada española en Canberra. Finalmente, en 2006 creó la misión diplomática permanente y desde entonces las relaciones políticas son muy favorables. Ambos países comparten valores y un punto de vista similar sobre las relaciones internacionales.

## Demarcación
Actualmente la embajada española en Nueva Zelanda cuenta con varios países oceánicos dentro de su demarcación:
- Reino de Tonga: Tonga estableció relaciones diplomáticas con España el 16 de noviembre de 1979 quedando la Embajada española en Canberra acreditada en el reino oceánico. En 2008 la Embajada española en Nueva Zelanda asumió la acreditación en la corte de Nukualofa.

- Estado Independiente de Samoa: en 1980 el gobierno español estableció relaciones diplomáticas con el archipiélago oceánico, quedando la acreditación a cargo de la Embajada española en Australia. Desde 2009 este país está dentro de la demarcación de la Embajada española en Wellington.

- Islas Cook: las relaciones entre España y Islas Cook se dan desde el 29 de enero de 1998, pero no dispone de Embajada residente en este país, que se halla bajó de la jurisdicción de la Embajada de España en Wellington, Nueva Zelanda, desde 2009 .El estatus de Estado Libre Asociado a Nueva Zelanda constituye la clave de la política exterior de las Islas Cook. La relación con Nueva Zelanda implica que este país ostenta las responsabilidades de las relaciones exteriores y de defensa de las Islas Cook, si bien estas prerrogativas solo pueden ejercerse a petición y en nombre del gobierno de las mismas.

- República de Fiyi: las relaciones diplomáticas entre España y Fiyi se remontan a 1970 con el entonces reino de Fiyi, sin embargo desde 1987 el país se convirtió en una república. Los asuntos diplomáticos fueron dependiente de la Embajada española en Australia desde 1977 a 2009 cuando pasaron a depender de la Embajada española en Nueva Zelanda con el primer embajador nombrado al año siguiente.

- República de Kiribati: las Relaciones entre España y Kiribati se iniciaron en 2011 y desde ese momento quedó bajo la demarcación de la Embajada española en Wellington con el nombramiento del embajador no residente acreditado en Kiribati en 2012.